# الأزمة المالية البلجيكية في عام 2008-2009

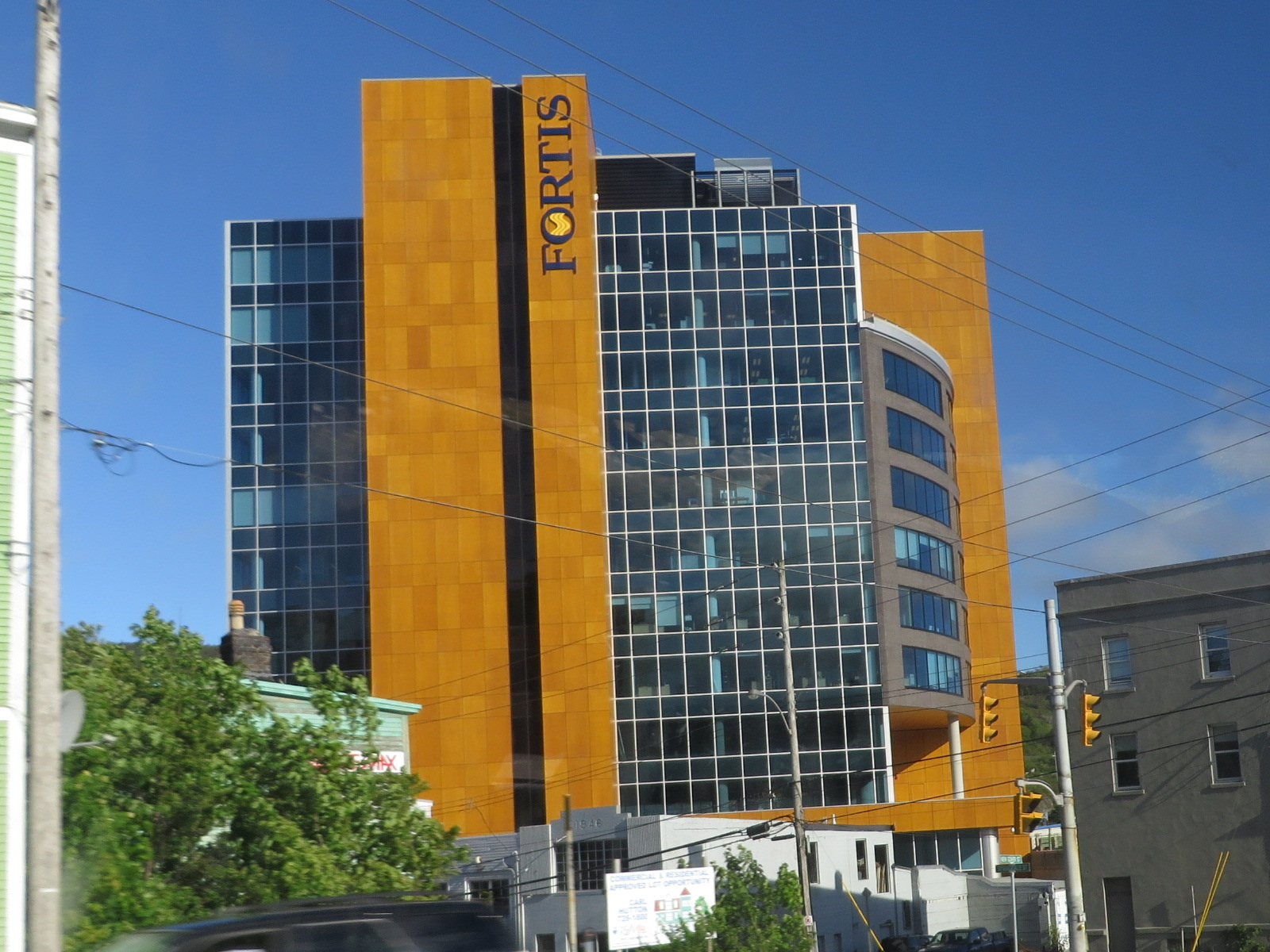

تعد الأزمة الماليّة البلجيكيّة في عام 2008-2009 أزمةً ماليةً كبيرة ضربت بلجيكا من منتصف عام 2008 فصاعدًا. بدأ اثنان من أكبر المصارف في البلد –فورتيس وديكسيا- بمواجهة مشاكل حادة تفاقمت بوجود مشاكل ماليّة تضرب مصارف أخرى حول العالم. انخفضت قيمة أسهمها. أدارت الحكومة الموقف من خلال عمليّات الإنقاذ أو بيع البنوك أو تأميمها، وقدّمت الكفالات المصرفيّة وزادت مدّة تأمين الودائع. وفي النهاية، قُسّم فورتيس إلى قسمين. تم تأميم القسم الهولنديّ، بينما بيع القسم البلجيكيّ إلى البنك الفرنسيّ بي إن بي باريباس. فُكّكت مجموعة ديكسيا وتم تأميم مصرف ديكسيا البلجيكيّ.

## السياق
اهتزت الثقة في كل المجالات على إثر الأزمة الماليّة العالميّة وأزمة الائتمان. في وقت إفلاس ليمان براذرز، كانت بلجيكا في حالة أزمة سياسيّة طويلة. كانت المجتمعات الفلمنكيّة والفرنسيّة على تعارض مع بعضها البعض، وخاصة بعد المكاسب الانتخابيّة للحزب الانفصاليّ N-VA. تسبّب الخوف من انقسام بلجيكا إلى قسمين بتدهور حالة الثقة. حصلت معظم الأحداث خلال حكومة لوتيرم الأوّل وفان رومباي الأول ولوتيرم الثاني. كان ديدير ريندرز وزير ماليّة في كل تلك الفترات. تاريخيًا، كان لبلجيكا ديون عامّة كبيرة بلغت أوجَها في عام 1993 عند 147.8% من الناتج الإجماليّ المحليّ. تم تخفيض ذلك بشكل كبير ليصبح نحو 100% من إجماليّ الناتج المحليّ في نهاية القرن، وذلك لكي تتمكن من الانضمام إلى منطقة اليورو. استمر هذا الانضباط في الميزانيّة عقب دخول اليورو، وكان السبب الجزئيّ لذلك هو الامتثال لمعاهدة ماستريخت. وبحلول عام 2007، هبط الدين العام لبلجيكا إلى 84% من إجماليّ الناتج المحليّ. زاد هذا الهبوط من مقدرة بلجيكا على التعامل مع الوضع. تأثر دين الحكومة بسبب تدخّلاتها بالقطاع المالي والإنفاق على العجز في وقت التباطؤ الاقتصادي، فارتفع الدين مجددًا إلى 99.6% من إجمالي الناتج المحليّ في عام 2012. هناك درجة من العزل المجتمعي للطوائف السياسية في بلجيكا. انتمى ديكسيا إلى العمود الكاثوليكيّ، أما إيثياس فكان مرتبطًا بالعمود الاشتراكي.

## الأزمات المصرفيّة

### فورتيس
كان فورتيس أكبر مصارف بلجيكا في أوائل عام 2008 وتمركز بشكل رئيسيّ في البينلوكس. ومن منتصف عام 2008 فصاعدًا، بدأ المصرف بمواجهة أزماتٍ حادّة في السيولة وبدأت قيمة أسهمه بالانحسار السريع. تفاقمت المشكلة بسبب الاستحواذ على بنك إي بي إن أمرو الهولنديّ؛ لأنه استنفذ رأس مال فورتيس. ومنذ بداية عام 2008، سُحبت 3% من الودائع المتوقّفة في المصرف. اجتمع الوزراء الهولنديون والبلجيكيون مع هيئات التنظيم الماليّ في السابع والعشرين من سبتمبر لمعالجة هذه الأزمة. وفي اليوم التالي تمّ تأميم فورتيس جزئيًا في الثامن والعشرين من سبتمبر 2008، مع استثمار بلجيكا وهولندا ولوكسمبورغ بما يبلغ 11.2 بيليون يورو (16.3 بيليون دولار أميركي) في المصرف. ستشتري بلجيكا 49% من الجزء المصرفي البلجيكي  لفورتيس، وستفعل هولندا الأمر عينه بالنسبة للجزء المصرفي الهولندي. في الثالث من أكتوبر، اشترت الحكومة الهولندية قسم التأمين والمصرف الهولندي الخاص بفورتيس مقابل 16.8% بيليون يورو (23.3 بيليون دولار أميركي) فأصبحت تملك فورتيس بانك نيدرلاند وفورتيس فيرزيكرينغن نيدرلاند وشركة تأمين فورتيس، ويشمل ذلك الجزء من إي بي إن أمرو الذي تملكه فورتيس. أخذ المصرف الفرنسي بي إن بي باريباس الحصة الأكبر في فورتيس بينما أصبحت الحكومة البلجيكية وحكومة لوكسمبورغ مساهمتين بالجزء القليل مع وجود قوة تمنع أخذ الأسهم في بي إن بي بارنيباس.
 لا تشمل الصفقة الشركة القابضة لكنها تشمل شركات التأمين والمصارف الخاصة بها باستثناء شركة فورتيس للتأمين إنترناشونال. طالبت جمعيات المساهمين الهولنديين والبلجيكيين بمراجعة للاستحواذ. وُضعت الأصول السامّة في مصرف للأصول الرديئة يُدعى رويال بارك إنفيستمينتس. كان الإجراء أفضل من المتوقع، ويعود الفضل في ذلك جزئيًا إلى الإدارة الحكيمة وكفالات الحكومة ببلايين اليورو. في أبريل عام،2013 بيعت لشركة الاستثمار الأميركية لون ستار مقابل 2.3 بيليون يورو. كانت هذه أخبارًا جيدة للماليّة العامّة ( 1بيليون يورو) ولفورتيس القابضة منذ إعادة تسميتها إلى أغياس.

### ديكسيا
في الثلاثين من سبتمبر عام 2008 قالت الحكومة البلجيكيّة والفرنسيّة وحكومة لوكسمبورغ أنها ستضع 6.4 مليار يورو لحماية ديكسيا من الانهيار. تنشأ المشاكل في ديكسيا جزئيًا من قرض بعدة بلايين إلى مصرف ديبفا الألماني المضطرب وخسائر محتملة في شركتها الفرعية الأميركية إف إس أي. صرح مجلس ديكسيا في الخامس من أكتوبر عام 2008 أن إضافة رأس المال من قبل الحكومات ستجعله في وضع يتيح له التعامل مع ظروف السوق المتدهورة، وأن المخاطر الائتمانيّة المرتبطة بهايبو ريل إيستيت وديبفا محدّدة. تدهور وضع السوق المشروط في الأعوام التالية ونتج عنه خسائر. بِيع إف إس أي بسبب انهيار شقيق ليمان والمصارف الآيسلندية وأخيرًا بسبب التعرّض الكبير لأزمة ديون الحكومة اليونانية. وفي نهاية المطاف في أكتوبر عام 2011، انحلّت المجموعة واشترت الحكومة الفيدرالية البلجيكية مصرف ديكسيا البلجيكيّ بأربعة بلايين يورو وغيّرت الاسم إلى بيلفيوس. بِيعت مكوّنات صحيّة أخرى وبقيت الأصول السامّة في ديكسيا القابضة. يعد ديكسيا القابضة أكبر مصرف للأصول الرديئة في أوروبا. يسعى ديكسيا القابضة إلى تقليل الخسائر في أصوله السامة، ويعمل بمساعدة من الكفالات المصرفية من الحكومتين الفرنسية والبلجيكية. يستمر الإجراء في إلحاق خسائر كبيرة، وهو الأمر الذي دفع بلجيكا وفرنسا إلى ضخ 5.5 بيليون إضافيّة في عام 2012.

### المساهمين في ديكسيا
- تعتبر إيثياس (في السابق OMOB/SMAP) مجموعة تأمين وتُعرف أيضًا بكونها شريكًا في إيثياس أرينا وفي عدة رعايات للأحداث الرياضية. امتلكت إيثياس 5% من الأسهم في ديكسيا. مدّدت الحكومة الفيدرالية تأمين الودائع لتغطي ما يعرف بمنتجات تاك 21 وذلك مقابل التعاون خلال أزمة ديكسيا. ويشمل هذا حسابات التوفير الفردية من قبل شركة التأمين بدلًا من المصرف. وبالرغم من تغطية جميع منتجات تاك 21 إلّا أنّ النيّة الأساسيّة هي حماية حسابات إيثياس الأولى الشائعة. انهارت أسهم ديكسيا وتلاها مشاكل في السيولة. أُجبرت المجموعة على زيادة رأس المال وقدّمت عريضة للحكومات الإقليميّة والفيدراليّة التي كانت في حينها من أكبر المساهمين فيها .استثمرت كل من الحكومات الفلمندية والفيدرالية والفالونية بمقدار 500 مليون يورو بمجموع وصل إلى 1.5 بيليون. وافقت المفوضيّة الأوروبيّة على خطة الإنقاذ إلّا أنّها طالبت بالتخلي عن عدة نشاطات منها الحسابات الأولى. وفي العموم، تعيّن على المجموعة أن تتقلص بنسبة 38%. في عام 2011، كان هناك اهتمام قليل بالسندات الماليّة الصادرة عن إيثياس، وقدّمت الحكومات عريضة مجددًا. وافقوا على شراء السندات الماليّة بمقدار 180 مليون يورو. في أوائل عام 2013، أعلنت الشركة القابضة فيتروفين (المعروفة سابقًا باسم إيثياس فاينانس إن في) أنّها باعت كل حصتها في ديكسيا. وبالتالي قضت على تعرّض المجموعات لديكسيا.
- أركو، كان الدِعامة الماليّة لاتحاد النقابات المسيحية وتمّت تصفيته. وعلى أية حال، تعتزم الشركة بالفعل تعويض ما يقارب 800 ألف مشترك في أركوبار، وهي جمعيّة تعاونية ذات صلة. برّرت قرارها بالتصريح أنّ العديد من الناس قد باعوا أسهم أركوبار بحجّة أداة الادخار الآمنة أكثر من الأسهم المضاربة. أدّى الأمر إلى اتخاذ إجراءاتٍ قانونية من قبل المستثمرين الذين وجدوا في الأمر انتهاكًا لمبدأ المساواة. في مارس 2013، أصدر مجلس الدولة قوانينًا ضد المستثمرين، وتم تمرير قضية المساواة والتمييز إلى المحكمة الدستورية في بلجيكا. لم يُتّخذ قرار بعد.[11]
- جيمنتلجكي القابضة، كانت شركة قابضة، وكان لكل البلديّات والمحافظات البلجيكيّة أسهمًا فيها. استُثمرت معظم أموالها في ديكسيا. وتمّت تصفيتها بعد التأميم.[12]